# Michel Jajolet de la Courbe
Pour les articles homonymes, voir Courbe (homonymie).
 (avril 2022).
La mise en forme du texte ne suit pas les recommandations de Wikipédia : il faut le « wikifier ».
Les points d'amélioration suivants sont les cas les plus fréquents :
- Les titres sont pré-formatés par le logiciel. Ils ne sont ni en capitales, ni en gras.
- Le texte ne doit pas être écrit en capitales (les noms de famille non plus), ni en gras, ni en italique, ni en « petit »…
- Le gras n'est utilisé que pour surligner le titre de l'article dans l'introduction, une seule fois.
- L'italique est rarement utilisé : mots en langue étrangère, titres d'œuvres, noms de bateaux, etc.
- Les citations ne sont pas en italique mais en corps de texte normal. Elles sont entourées par des guillemets français : « et ».
- Les listes à puces sont à éviter, des paragraphes rédigés étant largement préférés. Les tableaux sont à réserver à la présentation de données structurées (résultats, etc.).
- Les appels de note de bas de page (petits chiffres en exposant, introduits par l'outil «  Source ») sont à placer entre la fin de phrase et le point final[comme ça].
- Les liens internes (vers d'autres articles de Wikipédia) sont à choisir avec parcimonie. Créez des liens vers des articles approfondissant le sujet. Les termes génériques sans rapport avec le sujet sont à éviter, ainsi que les répétitions de liens vers un même terme.
- Les liens externes sont à placer uniquement dans une section « Liens externes », à la fin de l'article. Ces liens sont à choisir avec parcimonie suivant les règles définies. Si un lien sert de source à l'article, son insertion dans le texte est à faire par les notes de bas de page.
- La présentation des références doit suivre les conventions bibliographiques. Il est recommandé d'utiliser les modèles {{Ouvrage}}, {{Chapitre}}, {{Article}}, {{Lien web}} et/ou {{Bibliographie}}. Le mode d'édition visuel peut mettre en forme automatiquement les références.
- Insérer une infobox (cadre d'informations à droite) n'est pas obligatoire pour parachever la mise en page.

Pour une aide détaillée, merci de consulter Aide:Wikification.
Si vous pensez que ces points ont été résolus, vous pouvez retirer ce bandeau et améliorer la mise en forme d'un autre article.
 (juillet 2014).
Si vous disposez d'ouvrages ou d'articles de référence ou si vous connaissez des sites web de qualité traitant du thème abordé ici, merci de compléter l'article en donnant les références utiles à sa vérifiabilité et en les liant à la section « Notes et références ».
 (mai 2022).
Michel Jajolet de la Courbe, fut un des directeurs du Comptoir de Saint-Louis du Sénégal. Après son premier voyage au Sénégal, il écrivit en 1685 Premier voyage du Sieur La Courbe fait en Afrique.
D'après Prosper Cultru, ce livre fut plagié par Jean-Baptiste Labat dans son livre Nouvelle Relation d'Afrique parue en 1728, dans lequel toutes les aventures que Michel Jajolet de La Courbe fait en 1685, sont attribuées à André Brue.

## Biographie
Le 1er mai 1685, Michel Jajolet de la Courbe partit du Havre pour le Sénégal, avec pour instruction de la Compagnie du Sénégal d'observer la conduite des commis. Il portait une lettre de recommandation pour Louis Moreau de Chambonneau, commandant de Saint-Louis du Sénégal et une pour le Sieur Denis Basset, commandant à Gorée, leur ordonnant de ne rien lui cacher, de lui faire voir toutes les traites, de le recevoir comme un Directeur.
Michel Jajolet de la Courbe parvint au Cap-Blanc le 9 juin 1685, et en vue de la barre de Saint-Louis du Sénégal le 11 juin 1682 où il se signala par 3 coups de canon. 
La barre avait deux passes, dont la plus grande avait 10 pieds de profondeur et 3 encablures de large ; elle était praticable aux barques de la Compagnie, montées par des Laptot, payés une barre de fer par mois. La seconde étroite et peu profonde, ne pouvait être franchie que par les canots des Africains, qui n'avaient que 5 ou 6 pieds de long, le fond était en une pièce, et les côtés étaient ajoutés, rattachés avec des cordes d'écorce et calfatés avec de la paille hachée mélangée à de la terre grasse. Ils portaient ordinairement 5 hommes pagayant debout, dont l'audace faisait peur, tant leurs embarcations semblaient fragiles et prêtes à tourner à tout moment.
Michel Jajolet de la Courbe passa cette terrible barre dans une chaloupe qui faillit couler, ayant été remplie par une lame ; heureusement une seconde la redressa l'avant en l'air et vida l'eau embarquée sans emporter personne.
Il alla voir les cases des habitants, chacun d’eux avait une Africaine, pour, dirent-ils, faire la cuisine. Mais, dans une grande case, il en trouva plusieurs de mauvaise vie, ce qui le scandalisa. Il avait ordre de la Compagnie d’empêcher de tels abus. Il le signala au commandant Louis Moreau de Chambonneau, et le lendemain toutes les Africaines furent transportées de l’autre côté du fleuve, à la grande colère des habitants qui se plaignaient de n’avoir plus personne pour « faire leur ordinaire ». Louis Moreau de Chambonneau dut, le jour même, instituer une cuisine commune pour éviter toute tentation à l’austérité nouvelle de ses hommes.
Au bout de quelques jours, ce dernier proposa à Michel Jajolet de la Courbe, de l’accompagner en voyage sur le fleuve jusqu’à Galam. Celui-ci souffrant de la fièvre se récusa. Aussi Louis Moreau de Chambonneau, pendant qu’il découvrirait le Haut-Fleuve, voulut lui confier toutes les marchandises, devant son refus, car Michel Jajolet de la Courbe souhaitait qu’un inventaire fut fait. il ne lui laissa qu’un coffre ou deux, nécessaire à la traite. le reste fut mis sous clef.
Avant de partir, Louis Moreau de Chambonneau confia à Michel Jajolet de la Courbe une liste moins importante des marchandises qu’il emportait. Plus tard il l'accusera devant la Compagnie du Sénégal, d’avoir soustrait les pièces qui manquaient dans les magasins.
Le 27 juin 1685, Michel Jajolet de la Courbe, accompagné du Sieur Derousy, ancien commis, du Sieur Jehan de Lestrille, capitaine de la « Renommée » et de l’abbé des Roziers, un des aumôniers, partirent à bord de deux chaloupes visiter l’île de Jean Barre et de Dyemsec, distance d’un demi quart de lieue; qui se trouvait de l’autre côté du fleuve, à l’est du fort de Saint-Louis. Ils emmenèrent quelques commis, des habitants nouvellement arrivés et deux interprètes « africains » chrétiens qui avaient été élevés en France.
Ils arrivèrent au « Lougans » de Jean Barre qui était en train de faire labourer ses champs, au son d’une musique enragée, par une soixantaine de captifs complètement nus, munis de petites bêches à long manche, appelés « îlets ». Le vieillard avait plus de 60 ans et les cheveux gris, le nez aquilin, les traits fort réguliers, il présidait au travail le sabre au côté, une sagaie à la main. Il parlait très bien le français et n’avait qu’une femme.
Michel Jajolet de la Courbe, se fit conduire au village de Jean Barre, qui sur sa demande lui expliqua l’origine de son nom:
«Dans le commencement que les Français vinrent faire le commerce dans ce pays, et lorsqu’il n’y avait aucune habitation ni demeure assurée, ils y venaient tous les ans dans le temps de la traite du haut de la rivière, et lorsqu’ils avaient traité la cargaison de leurs navires, ils se rembarquaient tous et lui laissaient en garde tout ce qu’ils ne pouvaient emporter : c’était lui qui avait soin d’aller sonder la barre et en montrait la passe aux vaisseaux qui venaient les années suivantes; c’est pour cette raison qu’on le nommait Jean Barre.
Pour le récompenser de toutes ses peines, on lui payait un coutume de quelques marchandise propres à son usage, coutume qui dure encore, quoiqu’il ne soit plus en exercice». Michel Jajolet de la Courbe retourna à Saint-Louis charmé de son excursion.
Le 28 juin 1685, Michel Jajolet de la Courbe reçut la visite du Petit Brak du Waalo, héritier présomptif du Brak ; il résidait à Maka dans l’île de Biffeche, au-dessus de Saint-Louis. Il arriva accompagné de 15 ou 20 guerriers armés de sagaies, de ses griots et de 2 ou 3 chefs.
Michel Jajolet de la Courbe le décrit ainsi : «Il avait un habit semblable au surplis de nos Prêtres avec de grandes manches larges qui étaient d’une pagne, ou étoffe de coton bleu rayé de blanc, il ne lui venait qu’au-dessus des genoux, et il avait dessus une culotte tellement ample qu’elle contenait bien six aulnes (7 mètres) d’étoffe, elle était plissée de manières que tous les plis se trouvaient derrière et lui servaient comme d’un coussin pour s’asseoir ; par-dessus cet habit il avait une bandoulière de drap d’écarlate large d’un demi pieds qui lui servait de baudrier où pendait un grand sabre dont la poignée et le fourreau étaient garnis d’argent qui était de l’ouvrage des « Africains » assez proprement travaillé; tout son habit était parsemé de Grigris, ou de caractères qui sont des passages de l’Alcoran, envelopper fort proprement dans du drap d’écarlate, du cuir rouge, ou de peaux de bêtes sauvages, les uns carrés les autres ronds ou long et taillés à facettes comme de gros diamant; leur habit n’était pas serré par le col comme un surplis, mais il était fendu comme une chemise par derrière et par devant; et autour du col il y avait cinq ou six veloutés de laine écarlate de figure ronde appliqués sur l’étoffe; ils n’avaient point de poches à leurs culottes; mais ils en avaient une à leur habit sur la poitrine du côté gauche, il avait sur la tête un bonnet de même étoffe que l’habit, fort étroit d’entrée et large et rond par le haut et qui lui retombait sur l’oreille avec un grigri en forme d’aigrette fait avec la tête d’un paon d'Afrique, et plusieurs autres en forme de diamant, il avait les jambes nues et aux pieds des sandales semblables à celles des anciens, et ses gens étaient habillés comme lui. Ils fumaient avec des « cassots » ou pipe d'une aune (1,20 m), portant dans un petit sac ou gibecière dans laquelle était leur tabac, un fusil et de la mèche.
Les Griots accompagnaient leurs chants avec un petit luth à 3 cordes de crin de cheval».
Michel Jajolet de la Courbe, leur offrit de l’eau-de-vie, et les invita à rester jusqu’au lendemain.
Le Petit Brak du Waalo apportait comme présent un captif, ils restèrent le soir et festoyèrent et dansèrent tard dans la nuit, puis le lendemain repartirent avec le prix du captif, des cadeaux d’adieu (le tago), et des provisions pour la route.
Le Petit Brak du Waalo résidait dans le pays d’Houal, proche de Maka, qui en est une escale à 8 lieux du fort de Saint-Louis; il relevait aussi du Damel du Cayor, actuellement Makhourédia Diodio Diouf, à cause d’une seigneurie ou principauté appelée Gangueul, (Gandiol) qu’il tient de lui et qui n’est pas loin de «Bieurt»; il avait le privilège de pouvoir faire prendre par ses gens tout homme ou animal et les revendre si ceux à qui ils appartenaient, ne pouvaient pas les racheter. Si le Brak du Waalo venait à mourir, c’est lui qui le remplacerait, la succession se faisant parmi les oncles ou frères, ou tout autre parent pourvu qu’il soit le fils d’une femme de la lignée royale. Le choix se portait ordinairement sur le plus ancien et le plus honnête de tous les héritiers. Sitôt sur le trône, le nouveau Brak prenait pour femme, une de ses parentes de la lignée royale.
Le 29 juin 1685, eut lieu le premier « grain » de l’hivernage, il fut très violent et renversa des piles de cuirs qui étaient disposés autour de l’habitation. Michel Jajolet de la Courbe constatant qu’ils étaient en très mauvais état, les fit battre et il en sortit une si grande quantité de vers que l’habitation fut envahie. 
Sur ces entrefaites, il arriva devant la barre de Saint-Louis, le vaisseau la Catherine, commandé par le sieur Guyon Basset, frère du commandant de Gorée. Sur ce vaisseau était le sieur Truffault, teneur de livres de l’île, qui allait rendre ses comptes en France.

Ils débarquèrent tous les deux, et furent bien reçus par Michel Jajolet de la Courbe. Le sieur Guyon Basset chargea la gomme, les cuirs et les provisions pour le voyage. 
Le Sieur Jehan de Lestrille, capitaine de la « Renommée » prévint Michel Jajolet de la Courbe, des mauvais offices que ces deux personnes étaient disposées à lui rendre auprès de la Compagnie, ayant constaté tout le chagrin des commis, qu’il fut là pour les surveiller.

Michel Jajolet de la Courbe résolu à se comporter honnêtement fit charger tout le morfil que le Sieur Lamarche venait d’amener du Haut-fleuve, rédigea ses dépêches et renvoya par la « Catherine », quelques commis qu’il jugeait incapables de rendre aucun service.
Le 16 août 1685, Michel Jajolet de la Courbe, partit pour les îles Canaries, à bord de la corvette la « Gaillarde », un navire de 50 tonneaux, commandé par le Sieur André Brüe, marin originaire de l’île de Ré, qui lui avait été prêtée par Denis Basset, le commandant de Gorée. Il laissait le commandement au sieur Lamarche et emportait des marchandises et 20 captifs, qu’il comptait y vendre. Après une longue et pénible navigation, au bout de 50 jours, se trouvant encore à trente lieues des îles Canaries, et les vivres manquant; en accord avec le Capitaine Guyon Basset ils revinrent à Saint-Louis du Sénégal.
Michel Jajolet de la Courbe arriva à Saint-Louis le 4 octobre 1685, où devant la barre, une barque amena le sieur Lamarche et l’abbé des Roziers, l’un des aumôniers de l’habitation, qui lui apprirent que Louis Moreau de Chambonneau était revenu le 16 août 1685, jour de son départ, qu’il était furieux, l’accusant de lui avoir enlevé ses captifs, d’avoir pillé ses biens et d’avoir volé les effets de la Compagnie, bien qu’il les eût lui-même enfermés dans des coffres, scellés de sa main avant son départ. Il accusait les commis de s’être fait complices de ce prétendu vol et les menaçait de les renvoyer par le premier vaisseau qui passerait. Ils les avait exclus du magasin, avait refusé de prendre ses repas avec eux selon la coutume. Les aumôniers avaient fait des démarches pour l’apaiser, mais il ne répondait que par des injures. Révoltés de cette dureté et de cette injustice, les commis allèrent le trouvé et le prièrent de leur rendre ses bonnes grâces, déclarant qu’ils étaient prêts à lui obéir. Il recommença ses menaces. Alors ils lui dirent qu’ils ne voulaient plus le reconnaître comme commandant, et qu’ils l’arrêtaient pour le renvoyer en France par le premier vaisseau. Il se défendit, mail il fut saisi, enfermé dans une tourelle et gardé à vue. En même temps, les rebelles prirent les registres des comptes et tous les papiers, mirent les scellés sur les coffres et aux portes des magasins.
Michel Jajolet de la Courbe leur déclara qu’ils étaient très coupables d’avoir agit ainsi, et espérait que la Compagnie du Sénégal serait moins sévère dans son jugement, qu’il ne l’était lui-même, puis s’enquit du résultat du voyage de Galam.